# Bloodbound
Bloodbound — шведская метал-группа, сочетающая в себе как традиционный по стилю пауэр-метал, с присущей ему динамикой, мелодикой и сменами ритмов, так и не менее традиционный хеви-метал с мощным акцентированным вокалом, героическими текстами и сольными партиями гитаристов.

## История группы
Основана группа в декабре 2004 года, когда два старых друга Томас Олссон и Фредрик Берг решили создать новый коллектив. Они пригласили Урбана Брида и Оскара Белина и основали Bloodbound.
Они записали демо и разослали её по всему миру в ожидании контракта. Через несколько недель группа получила очень выгодное предложение и заключила контракт с Metal Heaven для стран Европы и с Marquee/Avalon для стран Азии.
В 2005 они сели за свой дебютный альбом, ‘Nosferatu’, который вышел в начале 2006 года и имел огромный успех по всему миру. Сразу после выхода альбома группу покинул Оскар Белин, так как он не имел достаточно времени, чтобы играть живые выступления вместе с группой. Заменить его был призван Пелле Экерлинд (Morgana Lefay). Благодаря успеху своего первого альбома они отправились в тур где выступали с такими группами как Arch Enemy, Dark Tranquillity, Evergrey, Pretty Maids и Sabaton. Успех альбома позволил им заключить сделки с Rock Machine Records, Brazil и Mystic Empire, Россия.
На протяжении 2006 года в группе побывало немалое количество музыкантов: Kristian Andrén (Wuthering Heights, Memento Mori, Tad Morose), Johan Sohlberg (The Storyteller), Jörgen Andersson (Baltimoore) и Markus Albertson (Seven Sins). А в конце тура Урбан Брид решил покинуть группу, чтобы сосредоточиться на своём сольном проекте.
После такого шаткого года им нужно было немного успокоиться и определиться с составом группы, тогда они пригласили в коллектив Хенрика Олссона, младшего брата Томаса и Йохана Сольберга. Они предложение приняли и начали работу над своим вторым по счёту альбомом, который получил название «Book Of The Dead». Но проблема отсутствия вокалиста все ещё присутствовала. После многочисленных поисков, они решили остановиться на уроженце Германии Майкле Бормане (Jaded Heart, Bonfire, J.R. Blackmore, Rain), который присоединился к группе в январе 2007. Альбом «Book Of The Dead» был записан в феврале 2007 и выпущен 25 мая.
Новый альбом позволил группе отправиться в тур с группой HammerFall, что дало им возможность выступить перед огромным количеством народа. Так же они выступили на самом масштабном шведском фестивале Sweden Rock Festival.
Незадолго после выхода альбома возникли проблемы в перегруженностью Майкла и тот заявил что не может принимать участие во всех выступлениях группы. Тогда группа решила попросить Урбана провести остаток тура. Урбан согласился, а в конце тура вернулся в группу. В конце 2007 года группа приступила к записи третьего альбома и выпустила его 26 апреля 2009 года. Альбом получил название Tabula Rasa.
Весной 2010 года Урбан Брид вновь покидает Bloodbound. Группа приняла решение расстаться с вокалистом по причине творческих и личных разногласий. Пожелав Урбану удачи в своих будущих начинаниях и поблагодарив его за время проведенное в стане группы, 19 апреля было объявлено имя нового вокалиста. Им стал Patrik Johansson из Dawn of Silence.Весной 2011 года вышел 4 студийный альбом группы, получивший название Unholy Cross.
Затем после успеха и гастрольного тура с Unholy Cross, в 2012 году вышел 5-й студийный альбом группы, получивший название "In the Name of Metal", а также первый официальный клип на одноименную песню.
В 2014 году парни записывают еще один альбом под названием "Stormborn" и уже по сложившейся традиции выпускают клип на заглавную песню.
В 2015 года шведская компания Bahco, которая в свою очередь является главным спонсором фестиваля SWEDEN ROCK в этом году, попросила Bloodbound написать для них песню. И группа, конечно же, согласилась. Цитата группы: "BAHCO производят настоящие ХЭВИ-МЕТАЛЛические инструменты с офигенным дизайном, как раз для металлистов (конечно остальные тоже могут их использовать). "High Speed Stell" не будет выпущена ни на одном из альбомов и не будет доступна для коммерческого скачивания.
Летом 2015 года, приняв участие в фестивале "Masters of Rock" в Чехии, Bloodbound записали свой дебютный DVD. Диск получил название "One Night of Blood" и вышел 12 февраля 2016 года.

## Дискография
- Nosferatu (2005)
- Book of the Dead (2007)
- Tabula Rasa (2009)
- Unholy Cross (2011)
- In the Name of Metal (2012)
- Stormborn (2014)
- One Night of Blood: Live at Masters of Rock MMXV (2016)
- War of Dragons (2017)
- Rise of the Dragon Empire (2019)
- Creatures of the Dark Realm (2021)
- Tales from the North (2023)
- The Tales of Nosferatu: Two Decades of Blood [Live] (2024)

## Состав
- Patrik Johansson — вокал
- Tomas Olsson — гитара
- Fredrik Bergh — клавиши
- Pelle Åkerlind — ударные
- Henrik Olsson — ритм гитара
- Anders Broman — бас гитара

## Сайты
- Официальный сайт Архивная копия от 11 октября 2020 на Wayback Machine
- Русский фан сайт Архивная копия от 4 марта 2016 на Wayback Machine